# Tamara Szanidze
Tamara Szanidze, gruz. თამარა•შანიძე (ur. 5 lipca 1969) – gruzińska lekkoatletka, specjalizująca się w biegu na 100 oraz 200 metrów.
Uczestniczka mistrzostw świata z 1997 roku. W 1998 roku brała udział w mistrzostwach Europy na hali oraz na otwartym stadionie.
W 1999 uczestniczyła w halowych mistrzostwach świata rozgrywanych w Maebashi. Olimpijka z Sydney, gdzie wystartowała w biegu na 100 m.
Rekordy życiowe: 100 m – 11,81 (12 czerwca 1999, Tel Awiw-Jafa), 200 m – 23,93 (13 czerwca 1999, Tel Awiw-Jafa).

## Wyniki
| Rok  | Zawody                    | Miejsce             | Konkurencja   | Wyniki szczegółowe | Wyniki szczegółowe | Wyniki szczegółowe | Wyniki szczegółowe | Wyniki szczegółowe | Wyniki szczegółowe | Wyniki szczegółowe | Wyniki szczegółowe | Pozycja | Źródło |
| Rok  | Zawody                    | Miejsce             | Konkurencja   | Eliminacje         | Eliminacje         | Ćwierćfinał        | Ćwierćfinał        | Półfinał           | Półfinał           | Finał              | Finał              | Pozycja | Źródło |
| Rok  | Zawody                    | Miejsce             | Konkurencja   | Czas               | Miejsce            | Czas               | Miejsce            | Czas               | Miejsce            | Cas                | Miejsce            | Pozycja | Źródło |
| ---- | ------------------------- | ------------------- | ------------- | ------------------ | ------------------ | ------------------ | ------------------ | ------------------ | ------------------ | ------------------ | ------------------ | ------- | ------ |
| 1997 | Mistrzostwa świata        | Ateny, Grecja       | bieg na 100 m | 11,97              | 6.                 | NQ                 | NQ                 | NQ                 | NQ                 | NQ                 | NQ                 | 47.     | [ 2 ]  |
| 1998 | Halowe mistrzostwa Europy | Walencja, Hiszpania | bieg na 60 m  | 7,63               | 22.                | —                  | —                  | NQ                 | NQ                 | NQ                 | NQ                 | 22.     | [ 3 ]  |
| 1998 | Halowe mistrzostwa Europy | Walencja, Hiszpania | bieg na 200 m | 24,30              | 17.                | —                  | —                  | NQ                 | NQ                 | NQ                 | NQ                 | 17.     | [ 3 ]  |
| 1998 | Mistrzostwa Europy        | Budapeszt, Węgry    | bieg na 100 m | 12,04              | 30.                | —                  | —                  | NQ                 | NQ                 | NQ                 | NQ                 | 30.     | [ 4 ]  |
| 1998 | Mistrzostwa Europy        | Budapeszt, Węgry    | bieg na 200 m | 24,91              | 32.                | —                  | —                  | NQ                 | NQ                 | NQ                 | NQ                 | 32.     | [ 5 ]  |
| 1999 | Halowe mistrzostwa świata | Maebashi, Japonia   | bieg na 60 m  | 7,66               | 6.                 | —                  | —                  | NQ                 | NQ                 | NQ                 | NQ                 | 28.     | [ 6 ]  |
| 1999 | Halowe mistrzostwa świata | Maebashi, Japonia   | bieg na 200 m | 25,42              | 4.                 | —                  | —                  | NQ                 | NQ                 | NQ                 | NQ                 | 22.     | [ 7 ]  |
| 2000 | Igrzyska olimpijskie      | Sydney, Australia   | bieg na 100 m | 12,56              | 8.                 | NQ                 | NQ                 | NQ                 | NQ                 | NQ                 | NQ                 | 67.     | [ 1 ]  |